# The Songs That Got Away
The Songs That Got Away — второй студийный альбом британской певицы Сары Брайтман, выпущенный в 1989 году на лейбле Polydor Records.

## Об альбоме
Песни, отобранные для этого альбома, были основаны на идее тогдашнего мужа Брайтман Эндрю Ллойда Уэббера. Идея состояла в том, чтобы дань новую жизнь песням из мюзиклов, которые не стали популярными, были вырезаны из финальной постановки или вовсе были уже забыты, это в основном стали песни из репертуаров театров Вест-Энда и Бродвея. Все песни были спродюсированы Эндрю Ллойдом Уэббером, за исключением «Dreamers», которую спродюсировал композитор оригинальной версии Марвин Хэмлиш.

## Список композиций
| №                   | Название                                                 | Автор(ы)                            | Длительность |
| ------------------- | -------------------------------------------------------- | ----------------------------------- | ------------ |
| 1.                  | «Meadowlark» (From "The Baker’s Wife")                   | Стивен Шварц                        | 5:09         |
| 2.                  | «I Am Going to Like It Here» (From "Flower Drum Song")   | Ричард Роджерс, Оскар Хаммерстайн   | 3:34         |
| 3.                  | «I Remember» (From "Evening Primrose")                   | Стивен Сондхайм                     | 3:05         |
| 4.                  | «Mr. Monotony» (From "Miss Liberty")                     | Ирвинг Берлин                       | 3:59         |
| 5.                  | «Dreamers» (From "Jean Seberg")                          | Марвин Хэмлиш, Кристофер Адлер      | 2:53         |
| 6.                  | «Silent Heart» (From "Bless the Bride")                  | Вивиан Эллис, А. П. Герберт         | 3:56         |
| 7.                  | «Lud’s Wedding» (From "1600 Pennsylvania Avenue")        | Леонард Бернстайн, Алан Джей Лернер | 3:47         |
| 8.                  | «Three-Cornered Tune» (From "Guys and Dolls")            | Фрэнк Лессер                        | 2:11         |
| 9.                  | «If I Ever Fall in Love Again» (From "The Crooked Mile") | Питер Гринвелл, Питер Уальдблад     | 3:57         |
| 10.                 | «What Makes Me Love Him?» (From "The Apple Tree")        | Джерри Бок, Шелдон Хэрник           | 2:41         |
| 11.                 | «Chi Il Bel Sogno Di Doretta» (From "La Rondine")        | Джакомо Пуччини, Джузеппе Адами     | 2:47         |
| 12.                 | «Away from You» (From "Rex")                             | Ричард Роджерс, Шелдон Хэрник       | 3:28         |
| 13.                 | «If Love Were All» (From "Bitter Sweet")                 | Ноэл Кауард                         | 4:25         |
| 14.                 | «Half a Moment» (From "By Jeeves")                       | Эндрю Ллойд Уэббер, Алан Эйкборн    | 3:56         |
| Общая длительность: | Общая длительность:                                      | Общая длительность:                 | 49:52        |

## Чарты
| Чарт (1989)                          | Пиковая позиция |
| ------------------------------------ | --------------- |
| Великобритания (UK Albums Chart)     | 48              |
| США (Billboard Top Classical Albums) | 11              |